# Rudolf Simek
Rudolf Simek (n. 21 de febrero de 1954) es un profesor de germanística y filólogo austríaco. Estudió literatura alemana, filosofía (1980) y teología católica (1981) en la Universidad de Viena, antes de ser bibliotecario y docente en la institución. También ha colaborado, entre otras, en las universidades de Edimburgo, Tromsø y Sídney. Desde 1995 es profesor de germanística en la Universidad de Bonn, especializado en alemán medieval y literatura escandinava. Rudolf Simek también es redactor jefe de Studia Medievalia Septentrionalia. 

## Publicaciones
Rudolf Simek ha traducido al alemán 5 volúmenes de sagas nórdicas. También ha escrito numerosos artículos para jornales y numerosos libros sobre la historia de los pueblos germánicos, la Era vikinga y mitología nórdica. Entre las obras más importantes se encuentran:
- Lexikon der germanischen Mythologie, Stuttgart, Kröner, 1984 ISBN 3-520-36801-3 (traducciones al inglés, francés e islandés)
- Lexikon der altnordischen Literatur (con Hermann Pálsson), Stuttgart, Kröner, 1987 ISBN 3-520-49001-3
- Altnordische Kosmographie. Studien und Quellen zu Weltbild und Weltbeschreibung in Norwegen und Island vom 12. bis zum 14. Jahrhundert, Berlín/Nueva York, de Gruyter, 1990 (colección Reallexikon der germanischen Altertumskunde, núm. 4) ISBN 3-11-012181-6
- Erde und Kosmos im Mittelalter, Múnich, C.H. Beck, 1992. ISBN 3-406-35863-2 (traducido al inglés)
- Die Wikinger, Múnich, C.H. Beck,1998 ISBN 3-406-41881-3 (traducido al español)
  - traducción española: Los vikingos, trad. por Juan Fernandez Mayoralas, Madrid, Acento Ediciones, 2001.
- Religion und Mythologie der Germanen, Stuttgart, Theiss 2003 ISBN 3-8062-1821-8
- Götter und Kulte der Germanen, Múnich, C.H.Beck, 2004 ISBN 3-406-50835-9
- Runes, magic and religion: a sourcebook (con John McKinnel y Klaus Düwel), Viena, Fassbaender, 2004 ISBN 978-3-900538-81-1
- Mittelerde — Tolkien und die germanische Mythologie, Múnich, C.H.Beck, 2005 ISBN 3-406-52837-6
- Der Glaube der Germanen, Limburg y Kevelaer, Lahn-Verlag, 2005 ISBN 3-7867-8495-7
- Die Germanen, Stuttgart, Reclam, 2006. ISBN 3-15-017051-6